# Powiat Czarnkowsko-Trzcianecki
Der Powiat Czarnkowsko-Trzcianecki ist ein Powiat (Kreis) in der polnischen Woiwodschaft Großpolen. Der Powiat hat eine Fläche von 1808,2 km², auf der etwa 87.250 Einwohner leben. Die Bevölkerungsdichte beträgt 48 Einwohner/km² (2019).

## Gemeinden
Der Powiat umfasst acht Gemeinden, davon eine Stadtgemeinde, drei Stadt-und-Land-Gemeinden und vier Landgemeinden.

### Stadtgemeinde
- Czarnków (Czarnikau)

### Stadt-und-Land-Gemeinden
- Krzyż Wielkopolski (Kreuz (Ostbahn))
- Trzcianka (Schönlanke)
- Wieleń (Filehne)

### Landgemeinden

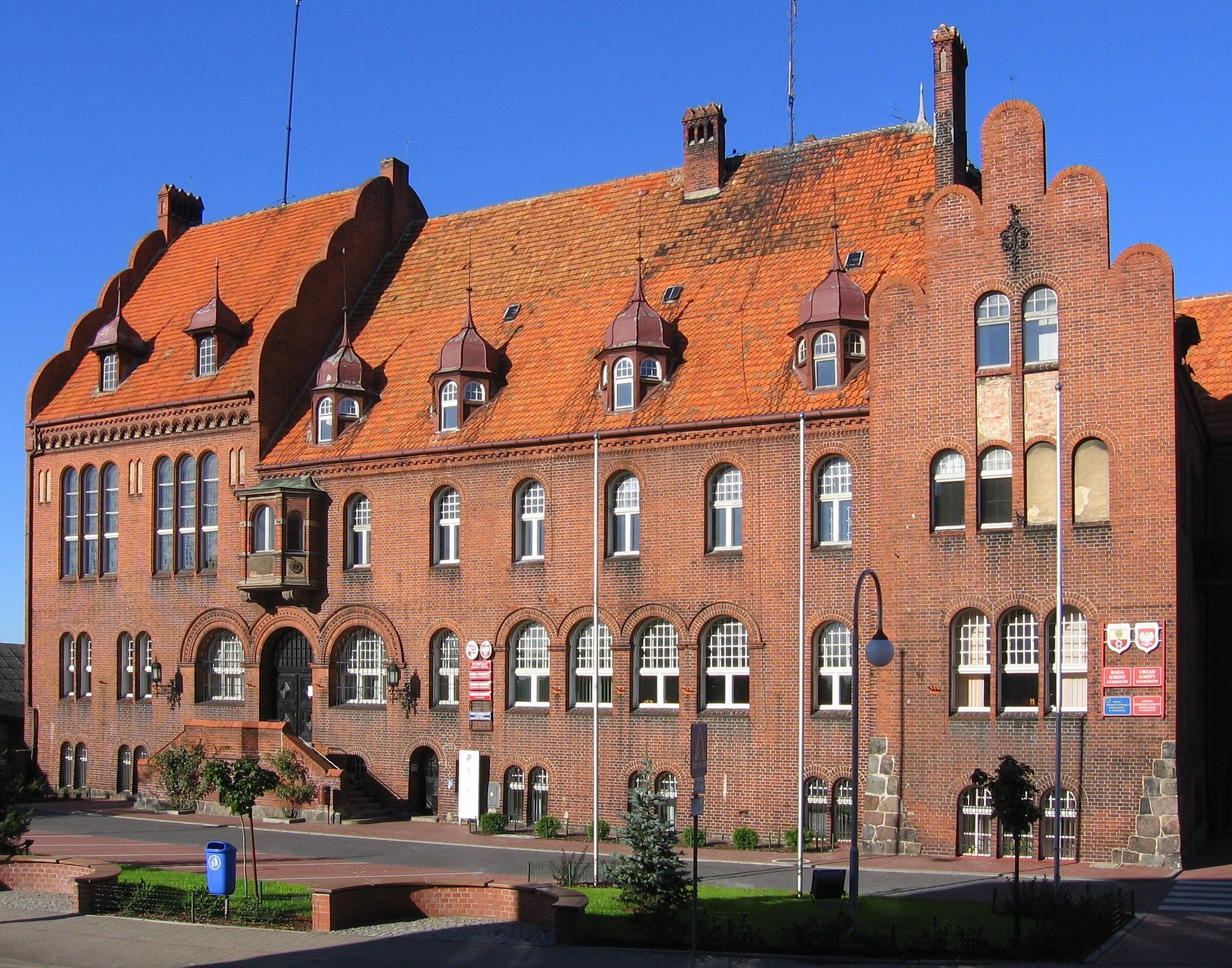
Die Starostei

- Czarnków
- Drawsko (Dratzig)
- Lubasz (Lubasz, Lubasch)
- Połajewo (Polajewo, Güldenau)